# オデッサ (テキサス州)

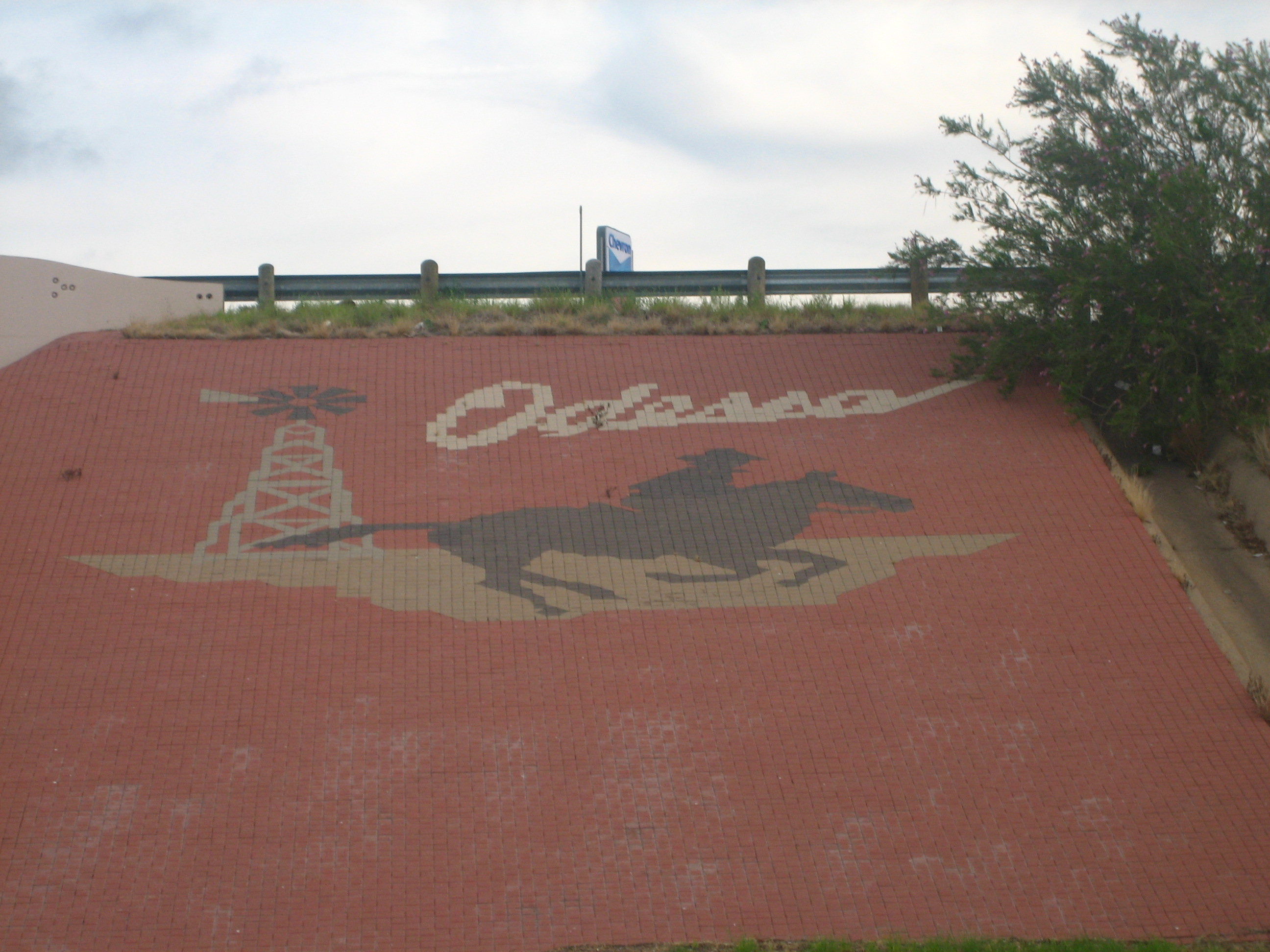
州間高速道路20号線上の歓迎表示

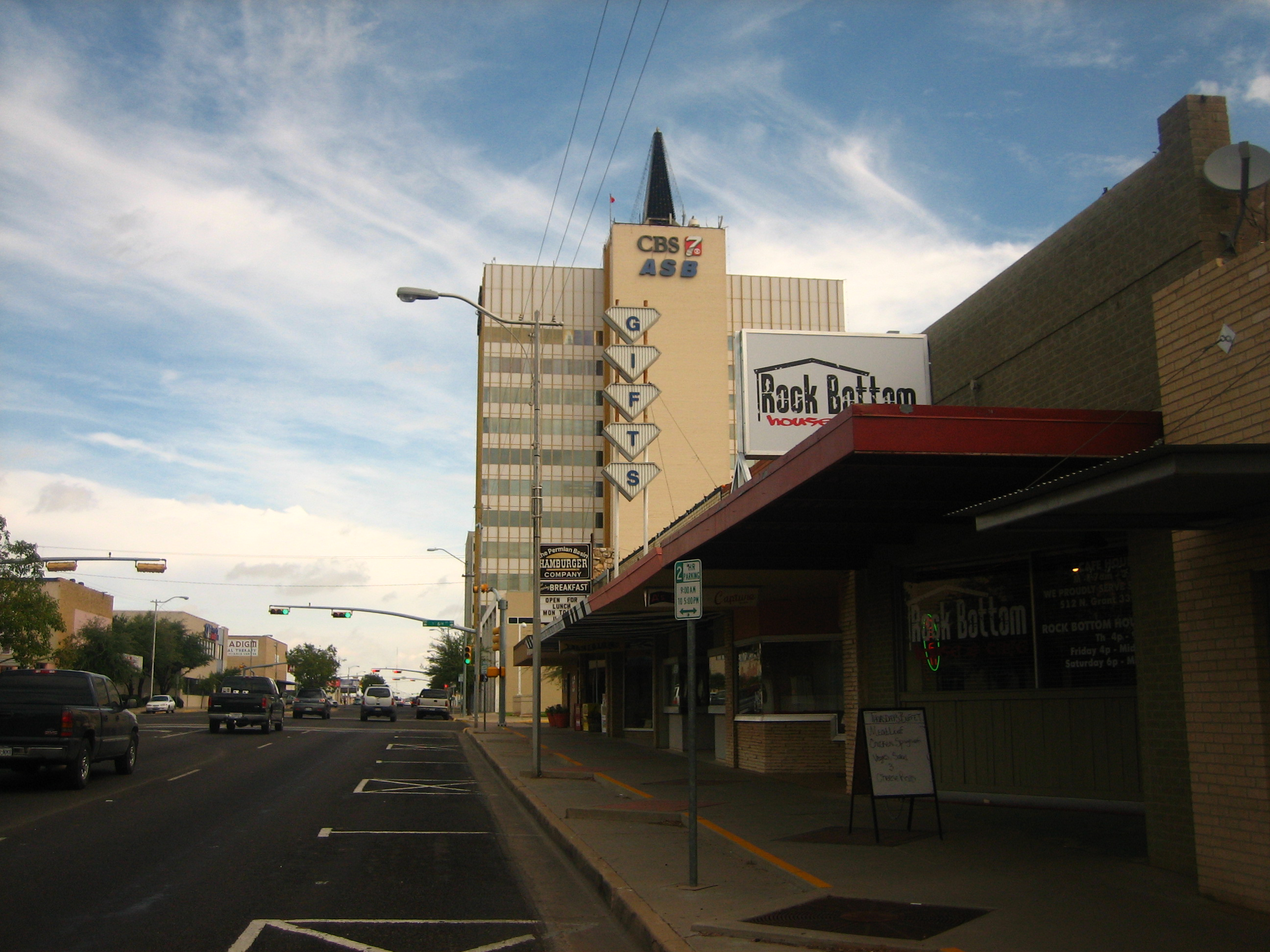
アメリカン・ステイト銀行ビル、市内で最も高い建物

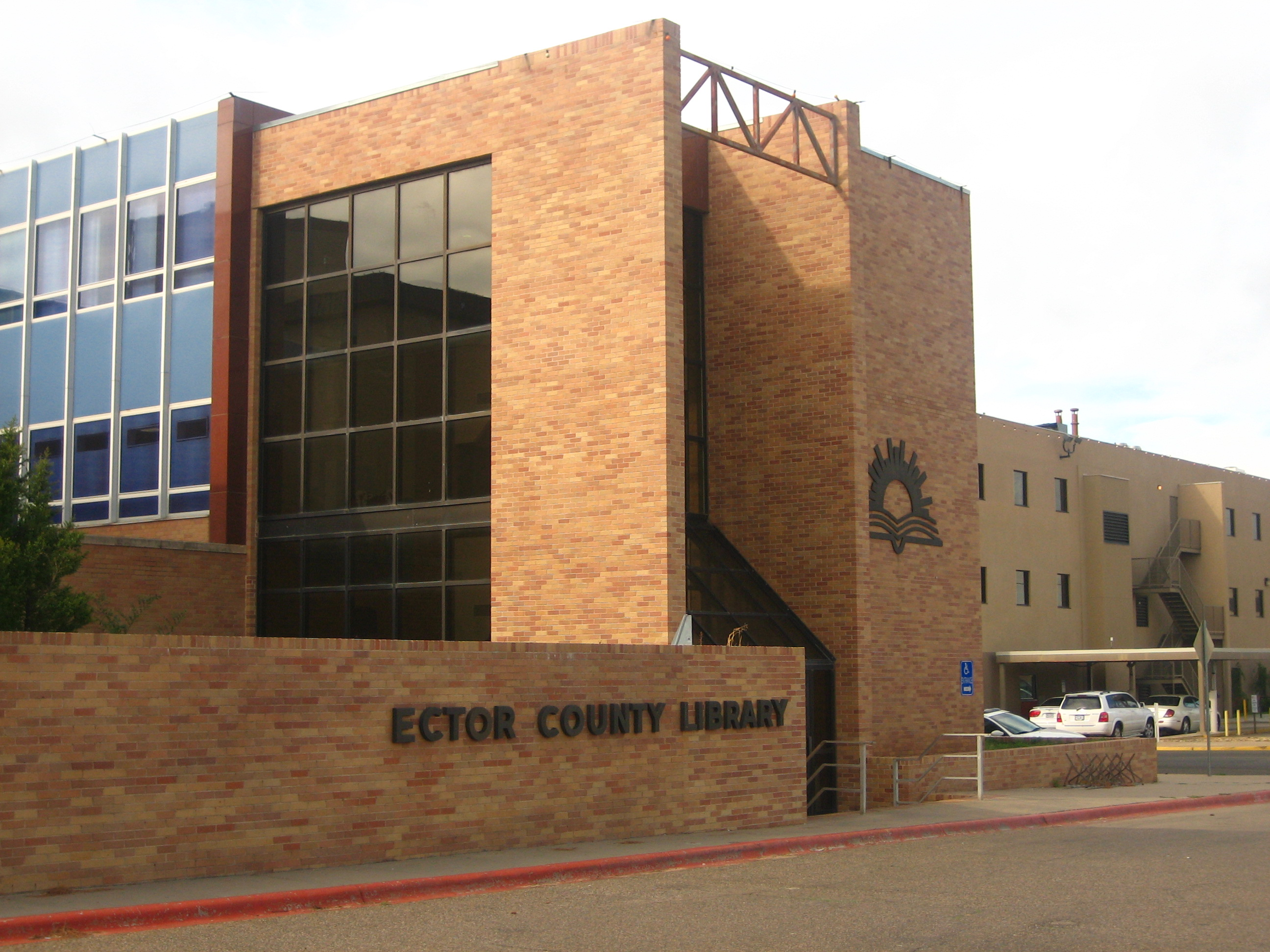
エクター郡図書館

オデッサ（英: Odessa [ˌoʊˈdɛsə]）は、アメリカ合衆国テキサス州の都市。エクター郡の郡庁所在地である。市域の小部分が東に隣接するミッドランド郡に伸びている。人口は11万4428人（2020年）。

## 歴史
オデッサは1881年に、テキサス・アンド・パシフィック鉄道の給水所かつ牛の積み込み場として設立された。1885年に最初の郵便局が開局した。1891年にエクター郡が組織化されたときに、その郡庁所在地になった。オデッサの南西にあるコネル牧場で石油が発見された後、1927年に市として法人化された。
1929年にペン油田、1930年にカウデン油田が開設され、石油ブームで人口が増えた。オデッサの1925年の人口は750人だったが、1929年には5,000人になっていた。第二次世界大戦中に石油に対する需要が上がり、市人口は10,000人にまで膨らんだ。

## 地理
オデッサは西テキサスのリャノ・エスタカード南西端に位置している。石油や天然ガスの埋蔵が見込まれる大きな堆積鉱床であるパーミアン盆地の上にある。
アメリカ合衆国国勢調査局に拠れば、市域全面積は44.0平方マイル (113.9 km2)であり、このうち陸地43.9平方マイル (113.7 km2)、水域は0.1平方マイル (0.26 km2)で水域率は0.05%である

## 文化

### 芸能
ミッドランド・オデッサ交響楽団と合唱団は1962年に設立された。パーミアン盆地では最大の交響楽団であり、年間を通じてポップスや名作のコンサートを開催している。地域を初め、ラボック、サンアンジェロなど周辺都市のプロ音楽家で構成されている。またローンスター・ブラス、パーミアンベースン・ストリング・カルテット、ウェストテキサス・ウィンズという3つの地元住民による室内楽団がある。これら室内楽団は、国内からこの地域に集まってきた交響楽団の主要団員で構成されている。
市内のコミュニティ・カレッジであるオデッサ・カレッジ構内には、グローブ・オブ・ザ・グレート・サウスウェストがあり、ウィリアム・シェークスピアのグローブ座を正確に復元したものである。年間を通じて劇団や地元集団の公演があり、毎年シェークスピア祭が開催されている。
1951年に建設されたエクター劇場は市内最高の劇場である。改修され700席となったこの劇場では、クラシックな映画、演劇、コンサートなどが開催されている。
パーミアン・プレイハウスでは、40年間以上にわたって音楽、ダンス、劇、サスペンス劇、喜劇が演じられてきた。

### スポーツ
屋内フットボールのチーム、ウェストテキサス・ラフネックスがオデッサを本拠地にしている。アイスホッケーのジュニアAであるオデッサ・ジャッカロープスは、エクター郡コロシアムでホームゲームを行っている。高校フットボールも人気がある。映画『プライド 栄光への絆』に登場したラトリフ・スタジアムはオデッサ高校のブロンコスとパーミアン高校のパンサーズが使っている。州内では最大級の高校用スタジアムである。

### メディア
オデッサで聴取できるラジオはFM23局、AM9局があり、スペイン語放送のものもある。視聴できるテレビは12局あり、全国系列のものなど多彩である。
日刊紙「オデッサ・アメリカン」が発行されている。

### 観光業

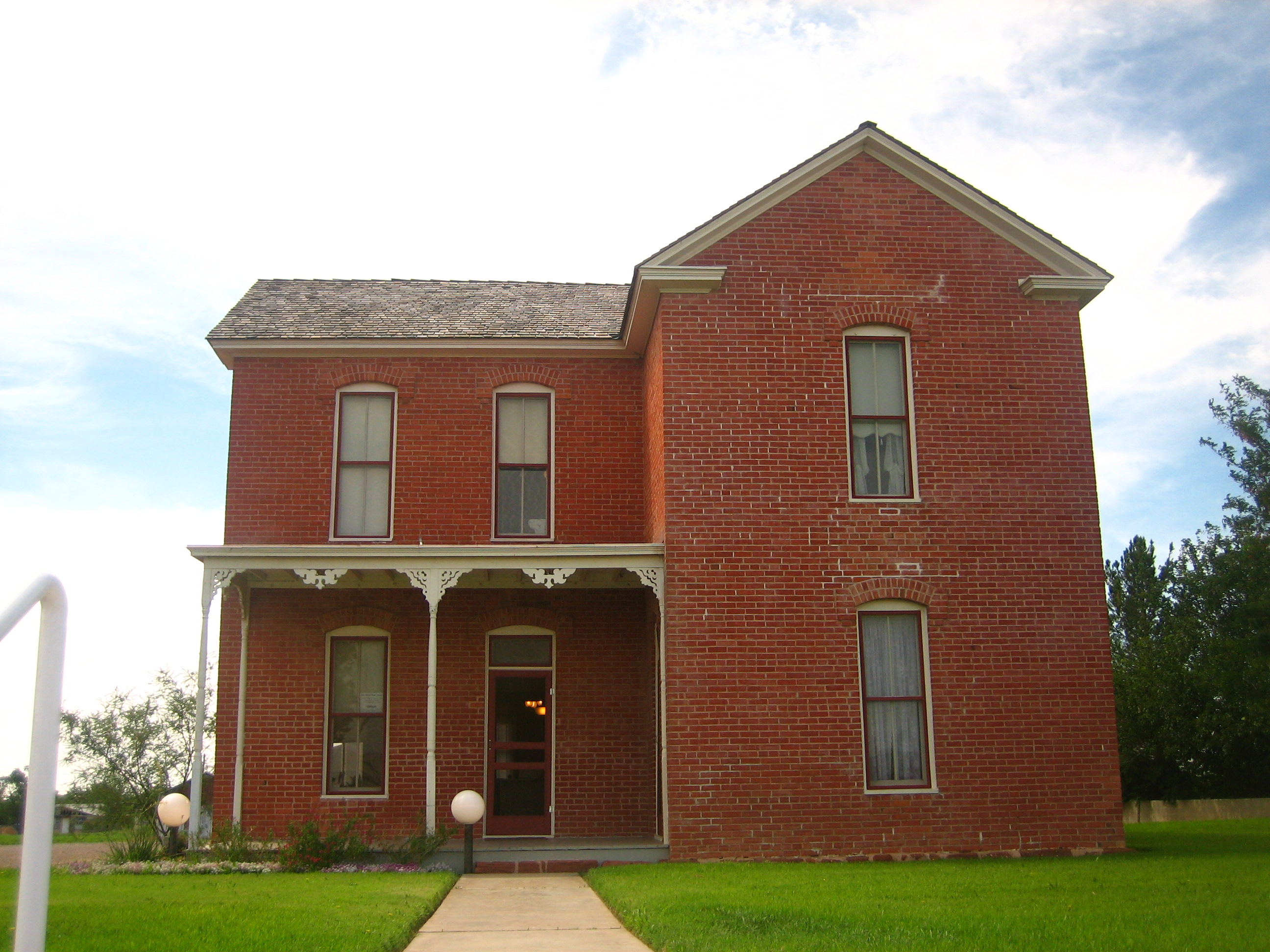
ホワイト・プール・ハウス、1887年建設、市内では最古の建造物、アメリカ合衆国国定歴史建造物に指定

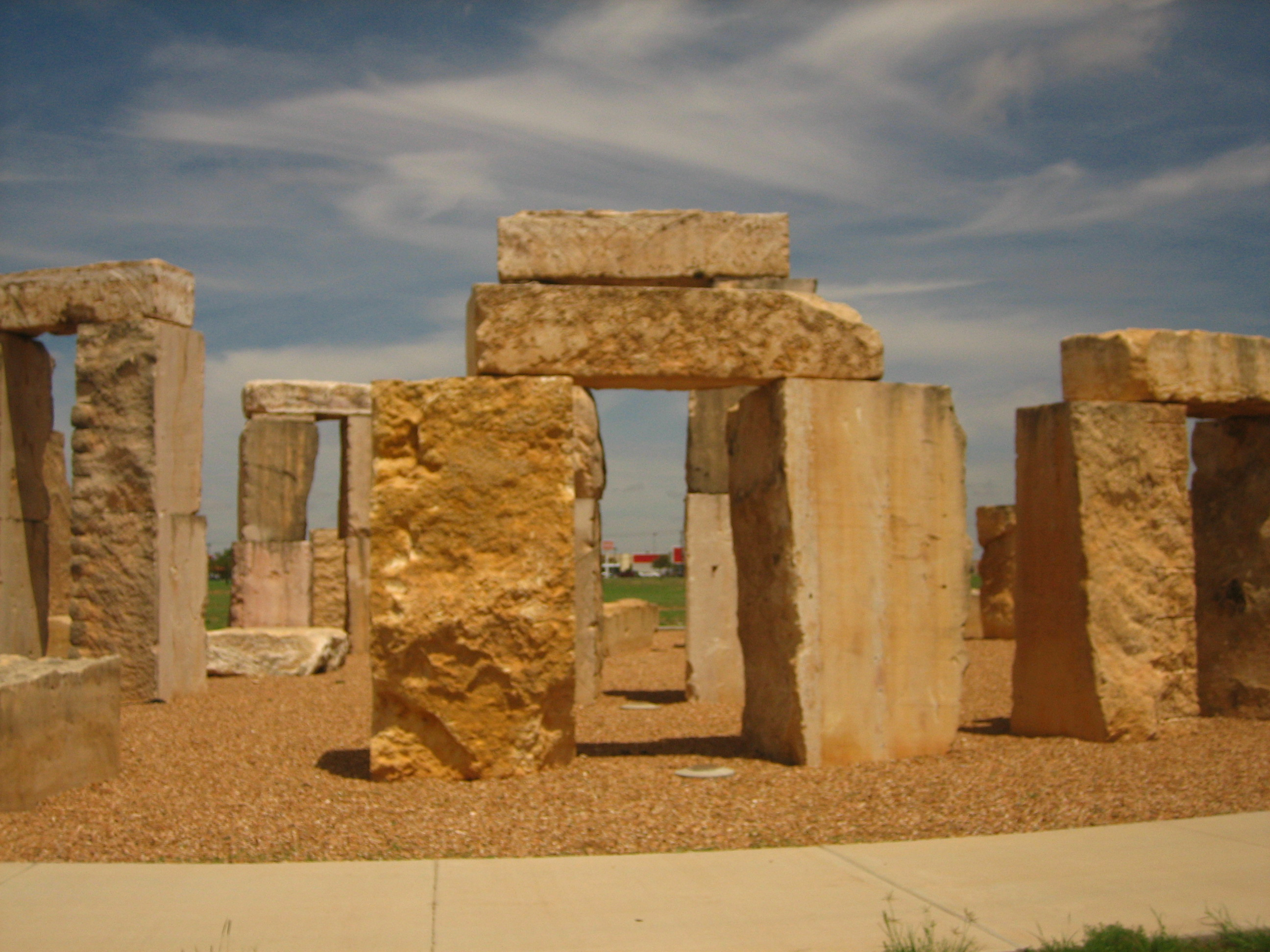
テキサス大学パーミアンベースン校キャンパスにあるストーンヘンジの模型

テキサス大学パーミアンベースン校キャンパスには大統領博物館と指導者図書館があり、大統領の個人ではなく大統領職そのものに献げられたことで国内唯一の施設である。テキサス共和国大統領に関する展示もある。州下院議員ジョージ・"バディ"・ウェストがその実現を推進した。
大統領博物館は財政問題に苦しみ、2009年8月21日に閉鎖された。2009年2月、テキサス大学パーミアンベースン校がこの博物館を管理する交渉が中断されたまま、再開するための追加予算が認められた。
中心街東にあるホワイト・プール・ハウスは市内では最古の建造物である。1887年に建設され、1984年に歴史的家屋博物館としてオープンした。
テクソン・サンタフェ駅は近年西オデッサに移設され、西部開拓時代と鉄道を顕彰する博物館になっている。
パーカー・ハウス博物館は、オデッサの歴史を記録するために最近追加された博物館である。1935年、パーカー家が1,290エーカー (5.2 km2) の敷地に立つこの質素な家に移転した。パーカー家は1907年からアンドリューズ郡とエクター郡の地域社会に貢献した著名牧場主の生活様式を展示している。
直径550フィート (170 m) の衝突クレーターであるオデッサ隕石クレーターが市の南西にある。
テキサス大学パーミアンベースン校キャンパスにはストーンヘンジの模型がある。2004年に完成したこの模型はイギリスにあるストーンヘンジと水平方向の寸法は同じだが、垂直方向の高さは本物の70%になっている。

## 人口動態
以下は2010年国勢調査による人口統計データである。
| 基礎データ - 人口: 99,940 人 - 世帯数: 35,216 世帯 - 家族数: 27,412 家族 - 人口密度: 954.2人/km2（2,276.5 人/mi2） - 住居数: 43,687 軒 - 住居密度: 384.2軒/km2（995.1 軒/mi2） 人種別人口構成 - 白人: 75.4% - アフリカン・アメリカン: 5.7% - ネイティブ・アメリカン: 1.0% - アジア人: 1.1% - 太平洋諸島系: 0.1% - その他の人種: 14.2% - 混血: 2.5% - ヒスパニック・ラテン系: 50.6% 年齢別人口構成 - 18歳未満: 29.8% - 18-24歳: 10.6% - 25-44歳: 27.8% - 45-64歳: 20.0% - 65歳以上: 11.8% - 年齢の中央値: 52歳 - 性比（女性100人あたり男性の人口） - 総人口: 93.2 - 18歳以上: 88.6 | 世帯と家族（対世帯数） - 18歳未満の子供がいる: 37.9% - 結婚・同居している夫婦: 51.6% - 未婚・離婚・死別女性が世帯主: 14.5% - 非家族世帯: 29.6% - 単身世帯: 25.7% - 65歳以上の老人1人暮らし: 9.6% - 平均構成人数 - 世帯: 2.65人 - 家族: 3.21人 収入と家計 - 収入の中央値 - 世帯: 24,000米ドル - 家族: 27,869米ドル - 性別 - 男性: 50,000米ドル - 女性: 19,000米ドル - 人口1人あたり収入: 16,096米ドル - 貧困線以下 - 対人口: 18.6% - 対家族数: 16.0% |

## 政治

### 市政府
市の最新包括的年間財政報告書に拠れば、歳入は1億3,680万米ドル、歳出は1億2,640万米ドル、総資産は3億1,900万米ドル、総負債は1億5,500万米ドル、現金及び投資額は1億2,360万米ドルとなっている。

### 州の機関
テキサス州刑事司法省がオデッサでオデッサ地区釈放事務所を運営している。

### 連邦政府の機関
アメリカ合衆国郵便公社が、オデッサ、北東オデッサ、西オデッサの3郵便局を運営している。

## 教育

### 高等教育機関
- テキサス大学パーミアンベースン校

テキサス大学パーミアンベースン校は1973年に開校された。1991年春にテキサス州議会が新入生と2年生を受け入れるよう法案を通すまでは、上級レベルと大学院の大学だった。2006年時点で、新しい高温教育用試験炉の建設について原子力規制委員会が検討を続けている。これが終われば、2012年頃に免許と建設が終わる予定だった。この10年間では国内初の大学に置かれる研究用炉となり、世界でも数少ない高温教育用試験炉の1つとなる。2006年1月、大学のビジネス学部が先進的国際ビジネス大学学部協会の認証を受けた。この機関は世界のビジネス学校にとっては上級の認証機関と認められている。大学に拠れば、国内のビジネス学校の30%、世界のビジネス学校の15%のみがこの機関の認証を受けている。

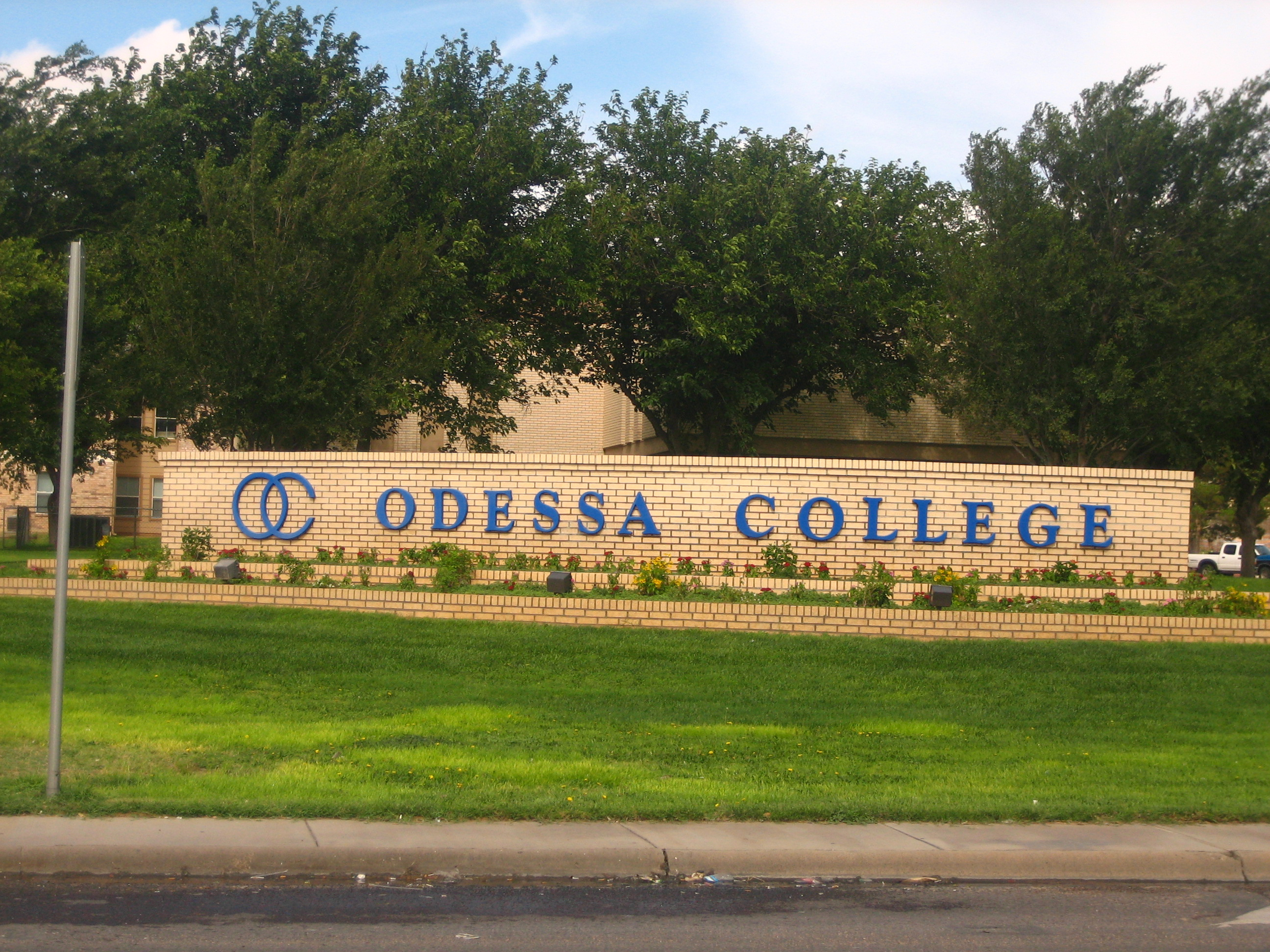
オデッサ・カレッジの入口

- テキサス工科大学健康科学センター

テキサス工科大学健康科学センター・パーミアンベースン・キャンパスは1979年に医学校として開設され、医療センター病院の地下で運営を始めた。1994年からは医療技術学部を含み、理学療法の修士号を出している。またミッドランド・カレッジのキャンパスでは医療補助者の学科もある。また一次医療や過疎地看護に特化した看護学校もある。1999年6月、医院を開きパーミアン盆地の中で一次医療と特化看護に対する対応を増やした。近隣の小さな地域社会では医院22か所も運営している。
- オデッサ・カレッジ

オデッサ・カレッジは公立2年制カレッジであり、エクター郡とパーミアン盆地から学生を受け入れている。1952年に開設され、その大学相当と職業訓練のコースには毎年約5,000人、基礎教育、継続学習、地域社会レクリエーションコースでは年間約11,000人の学生を受け入れている。

### 初等中等教育
エクター郡独立教育学区は1921年に7つの地域の学校を統括して設立された。高校3校を含め35の学校がある。
ラター・レイン・クリスチャン学校、モンテッソリ・ミッドランド・スクールオデッサ校など多くの私立学校もある。またチャータースクールは3校ある。

### 図書館
- エクター郡図書館
- マリー・H・フライ学習資源センター
- J・コンラッド・デュナガン図書館

## 経済
地域経済の推進役は石油産業だが、石油が採れなくなった場合に備えて新しい経済政策が採られている。ラ・エントラーダ・アル・パシフィコ交易回廊の1拠点かつ支持者でもある。2003年、ファミリー・ダラー社がその8番目の物流センターを市内産業団地に開設した。コカ・コーラは2007年初期に新しい物流センターを建設した。市北東部では近年小売業が成長しており、ショッピングセンター1か所が建設中、3か所が計画中である。多くのホテルも計画中であり、一部は完成段階にある。2007年11月アメリカ陸軍のヘリコプター武装を開発する会社がオデッサで操業を開始する契約を承認した。
オデッサは供給するエネルギーの多様化も進めている。エクター郡北部には新しい集合型風力発電所が建設された。以前にフューチャージェン計画の入札が行われた場所にクリーン石炭発電所の計画が発表された。この設備はサミット・パワーが運転し、ペンウェル近くに設置される予定である。この新しい発電所で地域に8,000人分の仕事が創設される。テキサス大学パーミアンベースン校の原子力工学部と共同して新しい原子力発電所を建設する計画もある。これはHT3R、すなわち高温教育用試験炉と呼ばれている。アンドリューズ近くでの建設が予定されている。将来性ある太陽エネルギー開発業者も近年この地域を訪問した。
エクター郡コロシアムでは、偶数年毎にパーミアン盆地国際石油ショーが開催されている。
地域閉鎖型ショッピングモールであるミュージックシティ・モールには、ディラーズ、J.C.ペニー、シアーズ、バーリントン・コート・ファクトリー、屋内アイススケートリンク、テレビ局が入っている。その他100以上の特化した小売店も入っている。

### 主要雇用主
市の2011年包括的財務報告書に拠れば、市内の主要雇用主は次の通りである。
| 順位 | 雇用主                           | 従業員数 |
| ---- | -------------------------------- | -------- |
| 1    | エクター郡独立教育学区           | 3,317    |
| 2    | 医療センター病院                 | 1,598    |
| 3    | ソールズベリー・インダストリーズ | 1,350    |
| 4    | ハリバートン                     | 997      |
| 5    | オデッサ地域医療センター         | 900      |
| 6    | ウォルマート                     | 895      |
| 7    | オデッサ市                       | 833      |
| 8    | エクター郡                       | 659      |
| 9    | ナーシズ・アンリミテッド         | 584      |
| 10   | ウェザーフォード                 | 510      |

## 象徴としてのウサギ
ジャック・ラビット（ノウサギ）が市の象徴になってきた。1932年からウサギをロープで捕まえるロデオを開催してきた。ある大会ではグレイス・ヘンドリックスというカウガールが5秒で馬からウサギを捕まえ、並み居る男性に勝ったこともあった。この大会は人道協会の反対があったために1977年で終わった。市内の多くの企業や住宅がウサギの模型を飾っている。

## 交通

### 空港
- ミッドランド国際空港(ICAO code: KMAF, IATA code: MAF) がオデッサとミッドランド市の中間にある。
- スクレマイアー飛行場 (ICAO code: KODO, IATA code: ODO) はオデッサの北東にある一般用途空港である[21]。

ミッドランド国際空港には次の航空会社が入っている。
- アメリカン航空、アメリカン・イーグル航空が運航
- サウスウエスト航空
- ユナイテッド航空、スカイウェスト航空とイクスプレスジェット航空が運航

### 主要高規格道路
- 州間高速道路20号線
- 州間高速道路20号線産業道路（2番通り）
- アメリカ国道385号線（アンドリューズ・ハイウェイ / グラント・アベニュー）
- テキサス州道191号線（42番通り）
- 支線450号線（カーミット・ハイウェイ）
- 支線588号線（フォードリー道路）
- 環状338号線
- FM 1882号線（郡道西）
- FM 2020号線（ユニバーシティ・ブールバード）

## 著名な出身者
- レイモンド・ベンソン、作家、『ジェームズ・ボンド』シリーズなど

## 大衆文化の中で
作家H・G・ビッシンジャーの著書Friday Night Lights: A Town, a Team, and a Dreamとその映画プライド 栄光への絆は、オデッサにある高校フットボール2チームの1つ、パーミアン高校の1988年シーズンに基づいた話である。登場人物の多くが現在もオデッサ市に住んでいる。同じくFriday Night Lightsという題のテレビ映画が2006年から2011年まで放映された。本や映画に基づいているところもあるが、舞台はテキサス州の架空の町ディロンとなっている。
トミー・リー・ジョーンズの映画メルキアデス・エストラーダの3度の埋葬の一部はオデッサで撮影された。
truTV のリアリティ番組Black Goldはオデッサ郊外の油井3か所などと、フーターズ・レストランなどオデッサ市にある場所が舞台になっている。
ジェイムズ・A・ミッチナーの小説Texasでは、オデッサの町について「国内の他の都市よりも殺されることがありそうな」町だと言っている。
NBC テレビのドラマHeroesのシーズン1では、オデッサがクレア・ベネットとその家族のホームタウンという設定だった。ドラマの中で何度もオデッサが言及された。

## 気候
| オデッサの気候                                                | オデッサの気候 | オデッサの気候 | オデッサの気候 | オデッサの気候 | オデッサの気候 | オデッサの気候 | オデッサの気候 | オデッサの気候 | オデッサの気候 | オデッサの気候 | オデッサの気候 | オデッサの気候 | オデッサの気候 |
| 月                                                            | 1月            | 2月            | 3月            | 4月            | 5月            | 6月            | 7月            | 8月            | 9月            | 10月           | 11月           | 12月           | 年             |
| ------------------------------------------------------------- | -------------- | -------------- | -------------- | -------------- | -------------- | -------------- | -------------- | -------------- | -------------- | -------------- | -------------- | -------------- | -------------- |
| 最高気温記録 °F （°C）                                        | 91 (33)        | 98 (37)        | 99 (37)        | 101 (38)       | 113 (45)       | 112 (44)       | 110 (43)       | 108 (42)       | 110 (43)       | 102 (39)       | 88 (31)        | 85 (29)        | 113 (45)       |
| 平均最高気温 °F （°C）                                        | 57.5 (14.2)    | 61.0 (16.1)    | 69.9 (21.1)    | 80.2 (26.8)    | 88.3 (31.3)    | 94.8 (34.9)    | 93.8 (34.3)    | 93.4 (34.1)    | 86.3 (30.2)    | 76.4 (24.7)    | 65.5 (18.6)    | 57.5 (14.2)    | 77.0 (25)      |
| 平均最低気温 °F （°C）                                        | 34.7 (1.5)     | 38.1 (3.4)     | 45.2 (7.3)     | 54.2 (12.3)    | 63.1 (17.3)    | 70.6 (21.4)    | 72.0 (22.2)    | 71.8 (22.1)    | 65.3 (18.5)    | 55.2 (12.9)    | 43.8 (6.6)     | 35.4 (1.9)     | 54.1 (12.3)    |
| 最低気温記録 °F （°C）                                        | 2 (−17)        | −5 (−21)       | 19 (−7)        | 27 (−3)        | 33 (1)         | 50 (10)        | 56 (13)        | 53 (12)        | 43 (6)         | 30 (−1)        | 11 (−12)       | 5 (−15)        | −5 (−21)       |
| 降水量 inch （mm）                                            | 0.50 (12.7)    | 0.67 (17)      | 0.68 (17.3)    | 0.58 (14.7)    | 1.77 (45)      | 1.22 (31)      | 1.54 (39.1)    | 1.84 (46.7)    | 1.97 (50)      | 1.58 (40.1)    | 0.66 (16.8)    | 0.57 (14.5)    | 13.57 (344.7)  |
| 降雪量 inch （cm）                                            | 0.4 (1)        | 0 (0)          | 0 (0)          | 0 (0)          | 0 (0)          | 0 (0)          | 0 (0)          | 0 (0)          | 0 (0)          | 0 (0)          | 0 (0)          | 0 (0)          | 0.4 (1)        |
| 平均降水日数 （≥0.01 in）                                     | 3.3            | 3.4            | 3.5            | 2.6            | 4.0            | 3.9            | 4.2            | 4.8            | 4.8            | 4.8            | 2.7            | 3.1            | 45.0           |
| 平均降雪日数 （≥0.1 in）                                      | 0.1            | 0              | 0              | 0              | 0              | 0              | 0              | 0              | 0              | 0              | 0              | 0              | 0.1            |
| 日照率                                                        | 66             | 69             | 73             | 78             | 78             | 81             | 81             | 77             | 77             | 72             | 74             | 65             | 74             |
| 出典：NOAA (normals 1981−2010, percent sunshine through 2009) |                |                |                |                |                |                |                |                |                |                |                |                |                |